# Gornji Kraljevec (żupania medzimurska)
Gornji Kraljevec – wieś w Chorwacji, w żupanii medzimurskiej, w gminie Vratišinec. W 2011 roku liczyła 592 mieszkańców.